# 備後国風土記
『備後国風土記』（びんごのくにふどき、きびのみちのしりのくにのふどき）は、奈良時代初期に編纂された備後国の風土記。
鎌倉時代中期、卜部兼方によって記された『釈日本紀』に、「備後国風土記逸文」として「蘇民将来」の逸話が伝存している。

## 『釈日本紀』より「備後国風土記逸文」
備後國風土記曰 疫隅國社 昔 北海坐志武塔神 南海神之女子乎與波比爾出 座爾日暮 彼所將來二人在伎 兄蘇民將來 甚貧窮 弟將來富饒 屋倉一百在 伎 爰武塔神 借宿處 惜而不借 兄蘇民將來借奉 即以粟柄爲座 以 粟飯等饗奉 爰畢出坐 後爾經年 率八柱子還來天詔久 我將來之爲報 答 汝子孫其家爾在哉止問給 蘇民將來答申久 己女子與斯婦侍止申 即詔久 以茅輪 令着於腰上 隨詔令着 即夜爾 蘇民之女子一人乎置天 皆悉 許呂志保呂保志天伎 即詔久 吾者 速須佐雄能神也 後世爾疫氣在者 汝蘇民 將來之子孫止云天 以茅輪着腰在人者 將免止詔伎（釋日本紀卷七）
備後の国の風土記にいはく、疫隈（えのくま）の国つ社。昔、北の海にいましし武塔（むたふ）の神、南の海の神の女子をよばひに出でまししに、日暮れぬ。その所に蘇民将来二人ありき。兄の蘇民将来は甚貧窮（いとまづ）しく、弟の将来は富饒みて、屋倉一百ありき。ここに、武塔の神、宿処を借りたまふに、惜しみて貸さず、兄の蘇民将来惜し奉りき。すなはち、粟柄をもちて座（みまし）となし、粟飯等をもちて饗（あ）へ奉りき。ここに畢（を）へて出でまる後に、年を経て八柱の子を率て還り来て詔りたまひしく、「我、奉りし報答（むくい）せむ。汝（いまし）が子孫（うみのこ）その家にありや」と問ひ給ひき。蘇民将来答へて申ししく、「己が女子と斯の婦と侍り」と申しき。即ち詔たまひしく、「茅の輪をもちて、腰の上に着けしめよ」とのりたまひき。詔の隨（まにま）に着けしむるに、即夜（そのよ）に蘇民の女子一人を置きて、皆悉に殺し滅ぼしてき。即ち詔りたまひしく、「吾は速須佐雄（はやすさのを）の神なり。後の世に疾気（えやみ）あらば、汝、蘇民将来の子孫と云ひて、茅の輪を以ちて腰に着けたる人は免れなむ」と詔りたまひき。（釈日本紀 巻の七）